# Bactrocera depressa
Bactrocera depressa
 es una especie de díptero que Tokuichi Shiraki describió por primera vez en 1933. Bactrocera depressa pertenece al género Bactrocera de la familia Tephritidae. 